# 큄비 (아이오와주)

큄비(Quimby)는 미국 아이오와주 체로키군의 도시이다. 이 지역의 인구 수는 2010년 인구조사 기준 총 319명이다.

## 지리
큄비의 위치는 북위 42° 37′ 47″ 서경 95° 38′ 34″ / 북위 42.62972°  서경 95.64278°  (42.629770, -95.642846)이다. 리틀수강 근처에 위치해 있다.
미국 인구조사국에 따르면 이 도시의 총 면적은 0.41 제곱마일 (1.06 km2)이다.

## 인구
| 인구조사              | 인구 | Note  | %±     |
| --------------------- | ---- | ----- | ------ |
| 1910년                | 268  |       | —      |
| 1920년                | 363  |       | 35.4%  |
| 1930년                | 318  |       | −12.4% |
| 1940년                | 363  |       | 14.2%  |
| 1950년                | 398  |       | 9.6%   |
| 1960년                | 369  |       | −7.3%  |
| 1970년                | 395  |       | 7.0%   |
| 1980년                | 424  |       | 7.3%   |
| 1990년                | 334  |       | −21.2% |
| 2000년                | 368  |       | 10.2%  |
| 2010년                | 319  |       | −13.3% |
| 2019 (추산)           | 292  | [ 3 ] | −8.5%  |
| U.S. Decennial Census |      |       |        |